# Diocese de Warangal
A Diocese de Warangal (Latim:Dioecesis Varangalensis) é uma diocese localizada no município de Warangal, no estado de Andra Pradexe, pertencente a Arquidiocese de Hyderabad na Índia. Foi fundada em 22 de dezembro de 1952 pelo Papa Pio XII. Com uma população católica de 74.233 habitantes, sendo 0,8% da população total, possui 68 paróquias com dados de 2020.

## História
Em 22 de dezembro de 1952 o Papa Pio XII cria a Diocese de Warangal através do território da Diocese de Hyderabad. Em 1976 a Diocese de Warangal juntamente com a Arquidiocese de Hyderabad perdem território para a formação da Diocese de Nalgonda. Em 1988 a diocese perde território para a formação da Diocese de Khammam.

## Prelados
A seguir uma lista de bispos desde a criação da diocese em 1952.
|                          | Nome                       | Período     | Notas                              |
| Bispos                   | Bispos                     | Bispos      | Bispos                             |
| ------------------------ | -------------------------- | ----------- | ---------------------------------- |
| 3º                       | Udumala Bala Showreddy     | 2013 - 2025 | Nomeado arcebispo de Visakhapatnam |
| 2º                       | Thumma Bala                | 1986 - 2011 | Nomeado arcebispo de Hyderabad     |
| 1º                       | Alphonso Beretta, P.I.M.E. | 1953 - 1985 |                                    |
| Administrador apostólico |                            |             |                                    |
| 1º                       | Thumma Bala                | 2011 - 2013 |                                    |